# 錫爾河州
錫爾河州（烏茲別克語：Sirdaryo viloyati）是烏茲別克十二個州份之一。它涵蓋5,100平方公里，有人口648,100。錫爾河州下轄9個縣，首府設於古利斯坦市。

## 地理位置
錫爾河州位於烏茲別克東部。它與以下州份或國家相連（從北開始逆時針）：哈薩克、吉扎克州、塔吉克、塔什干州。公路全長2,000公里，另外鐵路400公里。

## 經濟
錫爾河州的經濟主要依賴棉花和穀物生產。在過去的幾年中，不少的農田已加上水泵以及其他農業器材。在棉花和穀物之外，錫爾河州亦出產葡萄、甜瓜和馬鈴薯等蔬果。蓄牧業也在發展。工業方面主要出產建築材料和農業生產器材。另外，烏茲別克其中一個最大的水力發電站坐落在錫爾河州內，為全國提供約三份之一的電力。